# Françoise Prévost (Schauspielerin)
Françoise Denise Prévost (* 13. Januar 1929 in Paris; † 30. November 1997 ebenda) war eine französische Schauspielerin.

## Leben
Prévost war die Tochter des Schriftstellers und Résistancekämpfers Jean Prévost (1901–1944) und seiner Ehefrau, der Mitbegründerin der Zeitschriften Marie Claire und Elle, Marcelle Auclair (1899–1983); und sie war die Schwester der beiden Schriftsteller Michel (1927–1998) und Alain Prévost (1930–1971).
Sie spielte zuerst am Theater klassische und zeitgenössische Stücke. Beim Film begann sie 1948, blieb aber unauffällig bis zum Beginn der Nouvelle Vague. Sie war eine der Musen von Pierre Kast, der ihr die schönsten Rollen in Le Bel Âge, La Morte saison des amours und Vacances portugaises anvertraute. Ihre Arbeitswut ließ sie Mitte der 1960er Jahre und bis 1975 aber auch für zahlreiche rein kommerziell ausgerichteten Werke Angebote annehmen. Zu Beginn der 70er Jahre erkrankte sie an Leukämie, was sie in ihrem Buch Ma vie en plus verarbeitete. Yannick Bellon machte 1981 zusammen mit ihr daraus seinen Film L'amour nu.
Nach ihrem Rückzug vom Metier 1983 feierte sie zehn Jahre später einen letzten Bühnenerfolg mit ihrer Rolle in Opening Night.

## Filmografie
- 1949: Jean de la lune
- 1951: Clara de Montargis
- 1951: Einmal nur leuchtet die Liebe (Les Miracles n'ont lieu qu'une fois)
- 1952: Nez de cuir
- 1953: Virgile
- 1953: Die Abenteuer der drei Musketiere (Les Trois mousquetaires)
- 1958: Die Nacht und ihr Preis (Cette nuit-là)
- 1958: Le Second souffle
- 1959: Im Zeichen des Löwen (Le Signe du lion)
- 1959: Merci Natercia!
- 1960: Eddie geht aufs Ganze (Comment qu'elle est?)
- 1960: The Enemy General
- 1960: Man kann's ja mal versuchen (Le Bel âge)
- 1960: Schmutziges Geld (Payroll)
- 1961: Brennende Haut (La Récréation)
- 1961: Die Erwachsenen (Les Grandes personnes)
- 1961: Das Mädchen mit den goldenen Augen (La Fille aux yeux d'or)
- 1961: Mitternachtsparty (Le Jeu de la vérité)
- 1961: Par-dessus le mur
- 1961: Paris gehört uns (Paris nous appartient)
- 1961: Reigen der Liebe (La Morte saison des amours)
- 1962: Anni ruggenti
- 1962: Bekenntnisse eines möblierten Herrn
- 1962: Champagner in Paris (Bon Voyage!)
- 1962: Die Eingeschlossenen (I sequestrati di Altona)
- 1962: Il mare
- 1962: Il processo di Verona
- 1963: Ferien in Portugal (Vacances portugaises)
- 1963: Ein Mann im schönsten Alter
- 1963: Versuchung in Liebe (Un tentativo sentimentale)
- 1965: Der Glaskasten (La Cage de verre)
- 1966: Galia
- 1966: Maigret und sein größter Fall
- 1966: Die Mörderklinik (La lama nel corpo)
- 1966: Via Macau
- 1967: Die eine und die andere (L'Une et l'autre)
- 1967: Pronto… c'è una certa Giuliana per te
- 1968: Außergewöhnliche Geschichten (Histoires extraordinaires)
- 1968: Django – Die Totengräber warten schon (Quella sporce storia nel West)
- 1968: Häschen in der Grube
- 1968: Italian Secret Service
- 1969: La Limite du péché
- 1969: Note 7 – Die Jungen der Gewalt (Il ragazzi del massacro)
- 1969: Die Unbefriedigte (Brucia ragazzo, brucia)
- 1969: Vive la Mort
- 1969: Schirokko (Sirokkó)
- 1970: Un caso di coscienza
- 1970: L'Explosion
- 1970: Mont-dragon
- 1970: La donna a una dimensione
- 1970: Il tuo dolce corpo da uccidere
- 1970: Le belve
- 1971: Ohne Skrupel (La saignée)
- 1971: La prima notte del dottore Danieli, industriale, col complesso del giocattolo
- 1971: Le Inibizione del dottore Gaudenzi, vedovo, col complesso della buonanima
- 1972: Van der Valk und das Mädchen
- 1973: Quando l'amore e sensualita
- 1973: Die sündigen Nonnen von St. Valentin (Le scomunicate di San Valentino)
- 1973: Les Anges
- 1973: Van der Valk und die Reichen
- 1974: La prova d'amore
- 1975: Mala, amore e morte
- 1975: Van der Valk und die Toten
- 1975: Mais où sont passées les jeunes filles en fleur?
- 1975: Das Kätzchen (Le Téléphone rose)
- 1975: Un urlo dalle tenebre
- 1977: Die ersten Sünden sind die schönsten (L'Amour en herbe)
- 1980: Le Soleil en face
- 1981: Merry-Go-Round
- 1982: Küste der Liebe (La Côte d'amour)

## Platten
- 1957: Chansons Populaires Françaises